# ワンデルンシューレ
ワンデルンシューレ（移動教室）は、ユースホステル創設の父であり、ドイツの小学校教員であるリヒャルト・シルマンが考えた授業方法。
1895年5月。マスリアの小学校の先生に任命されたリヒャルト・シルマンは、生徒60人中、ドイツ語を話すのはわずか4人であったために授業ができなかった。そこでシルマンは、苦肉の策として郊外に出て、子供たちと一緒に遊び、歌をうたいながら、授業を行った。
その経験から校外で勉強することの有用性を発見し、教室にこだわらない授業方式を発見した。これをワンデルンシューレ（移動教室）といい、このワンデルンシューレ（移動教室）を効率よく実現するために、後にユースホステル運動を思いつくこととなる。